# Leon Czolgosz

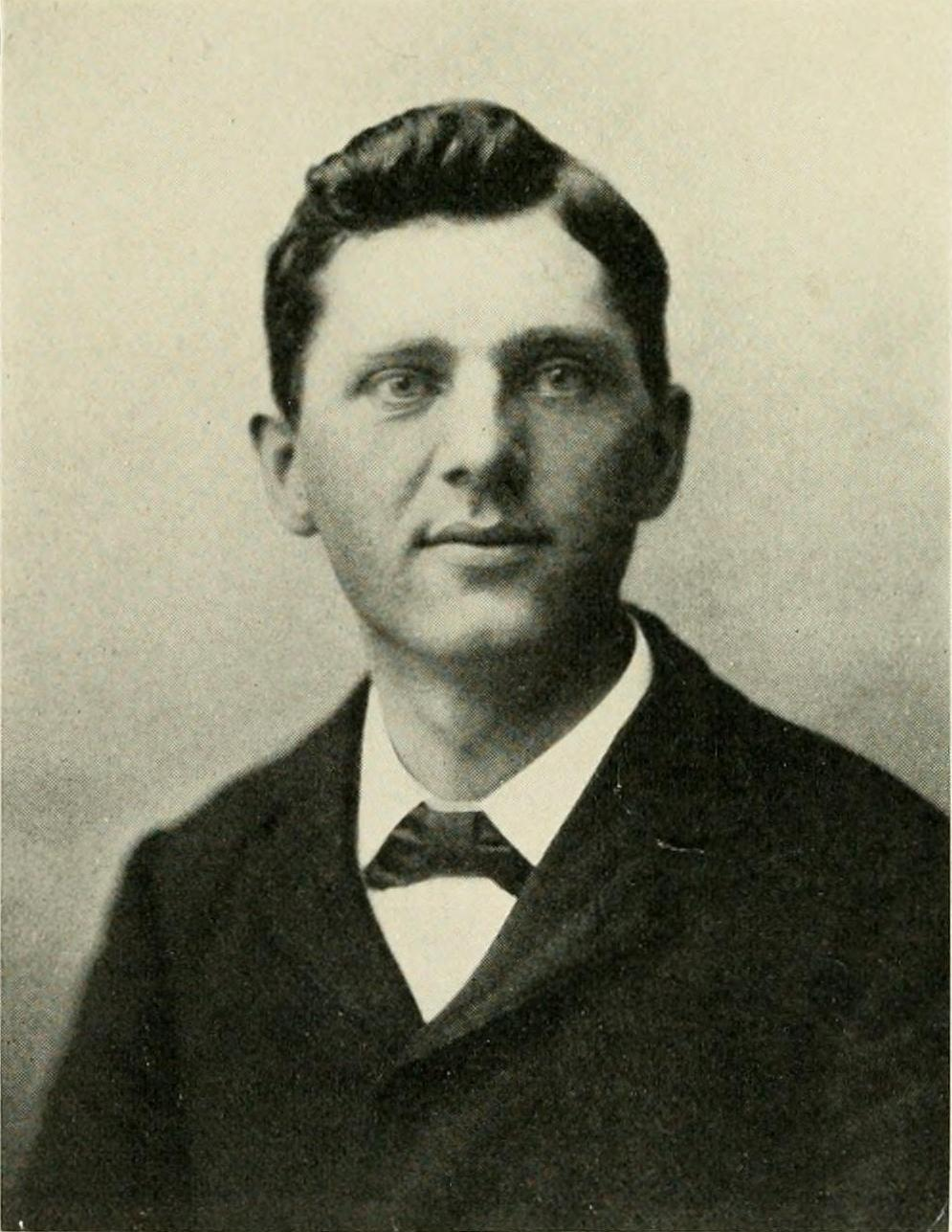
Leon Czolgosz (1899)

Leon Frank Czolgosz (* 1. Januar 1873 in Alpena, Michigan; † 29. Oktober 1901 in Auburn, New York) war ein US-amerikanischer Arbeiter und anarchistischer Aktivist polnischer Herkunft. Er feuerte am 6. September 1901 zwei Revolverschüsse auf den US-Präsidenten William McKinley ab, der den dadurch erlittenen Verletzungen acht Tage später erlag.

## Einflüsse
Czolgosz wurde 1873 in Alpena als Sohn polnischer Immigranten geboren. Er hatte sieben Geschwister. Die Familie zog nach Detroit und später nach Ohio. Dort verließ Czolgosz bereits im Alter von zehn Jahren den elterlichen Haushalt, um mit zweien seiner Brüder bei der American Steel and Wire Company zu arbeiten. Dort kam es oft zu Streiks, worauf die Brüder entlassen wurden. Mit 16 Jahren arbeitete er in einer Glasfabrik. Nachdem er mehrfach Auseinandersetzungen zwischen streikenden Arbeitern und der Polizei erlebt hatte, erlitt er 1898 einen Nervenzusammenbruch und kehrte zu seiner Familie zurück. Allerdings lehnte er ihre katholischen Anschauungen ab. Darüber geriet er oft in Streit mit seiner Stiefmutter und entfremdete sich immer mehr von seiner Familie. Er wurde ein Anhänger der Anarchistin Emma Goldman und besuchte viele ihrer öffentlichen Reden. Unter ihrem Einfluss begeisterte er sich für die Idee des Anarchismus. Als der italienische Anarchist Gaetano Bresci am 29. Juli 1900 den italienischen König Umberto I. ermordete, war Czolgosz davon so stark beeindruckt, dass er beschloss, seinerseits den US-Präsidenten zu töten.

## Das Attentat

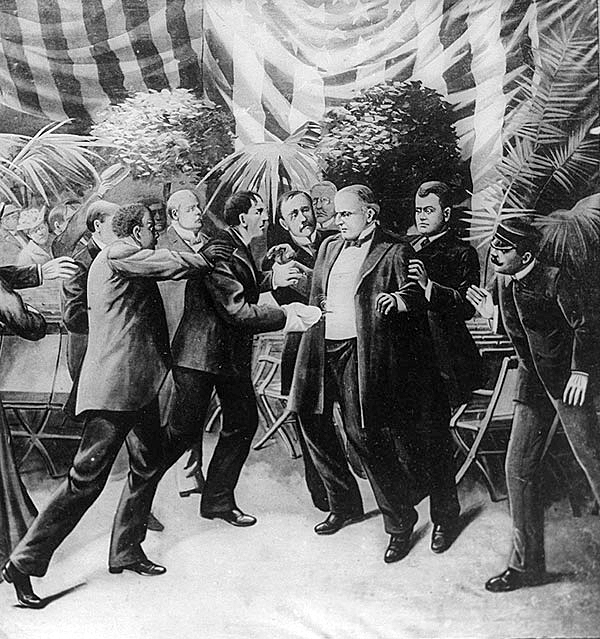
Leon Czolgosz erschießt Präsident McKinley auf der panamerikanischen Ausstellung. Bild von T. Dart Walker, um 1905.

Nachdem er erfahren hatte, dass Präsident McKinley die Pan-American Exposition in Buffalo besuchen würde, reiste er dorthin und mietete sich in einer Pension ein. Am 2. September 1901 erwarb er einen Revolver und erlebte am 5. September McKinleys Rede auf dem Ausstellungsgelände. Am folgenden Tag reihte er sich in das Defilee der Ausstellungsbesucher ein, die der Präsident im Temple of Music empfing. Die Hand, in der er den Revolver hielt, hatte er mit einem Taschentuch bandagiert, um eine Verletzung vorzutäuschen. Als er um 16:07 Uhr an die Reihe kam, dem Präsidenten die Hand zu schütteln, feuerte er zwei Schüsse auf ihn ab. Während die Leibwächter sich auf ihn stürzten, wandte sich der Präsident an sie: „Go easy with him, boys!“
Von den beiden Kugeln war eine von einer Rippe abgeprallt, die andere jedoch so tief in den Unterleib eingedrungen, dass die Ärzte sie nicht finden und entfernen konnten. Ein auf der Ausstellung gezeigter Prototyp eines Röntgengeräts kam aus unbekannten Gründen nicht zum Einsatz. Zunächst schien McKinley sich stetig zu erholen, sodass er am 11. September etwas Fleischbrühe und am folgenden Tag etwas Toast mit Ei zu sich nehmen konnte. Danach verschlechterte sich sein Zustand jedoch rapide. Er starb schließlich am 14. September 1901 um 02:15 Uhr.

## Das Urteil
Nach einer relativ kurzen Verhandlung wurde Czolgosz zum Tode auf dem elektrischen Stuhl verurteilt und am 29. Oktober 1901 im Gefängnis von Auburn hingerichtet. Seine letzten Worte waren:

“I killed the President because he was the enemy of the good people — the good working people. I am not sorry for my crime.”

„Ich tötete den Präsidenten, weil er der Feind der guten Menschen war – der guten, arbeitenden Menschen. Mein Verbrechen tut mir nicht leid.“

Nach einer Autopsie wurde die Leiche auf dem Gefängnisgelände beigesetzt. Im Sarg übergossen die Gefängniswärter sie mit Schwefelsäure, um den Körper vollständig zu zerstören, nachdem der ursprüngliche Plan der Auflösung mit Ätzkalk im Tierversuch nicht das gewünschte Ergebnis gezeigt hatte.